# Chmyzow
Chmyzow (ros. Хмызов) – chutor w Rosji, w obwodzie rostowskim, w rejonie millerowskim. W 2010 liczył 629 mieszkańców.